# Varna (nádraží)
Varna je železniční stanice v bulharském městě Varna, které se nachází ve Varenské oblasti. Stanice byla otevřena v roce 1866, kdy byla zprovozněna trať mezi Varnou a Ruse.

## Provozní informace
Jedná se o hlavovou stanici. Stanice má celkem 4 nástupiště a 7 nástupních hran. Ve stanici je možnost zakoupení si jízdenky a je elektrizovaná střídavým proudem 25 kV, 50 Hz. Provozuje ji společnost NKŽI.

## Doprava
Stanice je hlavním nádražím ve městě. Začínají zde vlaky do Dobriče, Plovdivu, Plevenu, Ruse, Sofie a Šumenu.

## Tratě
Ve stanici začíná tato trať:
- Sofie–Varna (č. 2)

## Galerie

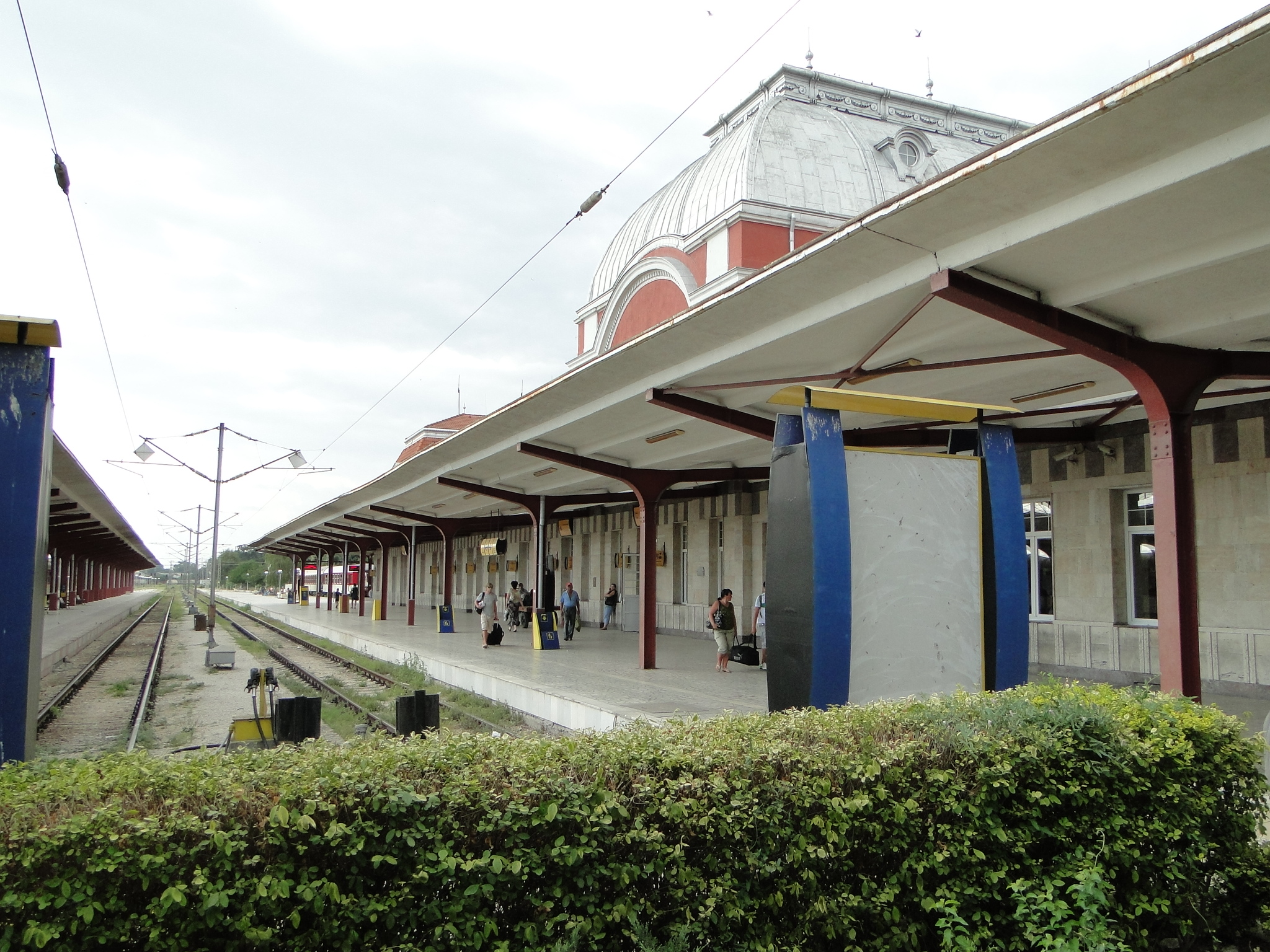
Pohled na staniční budovu
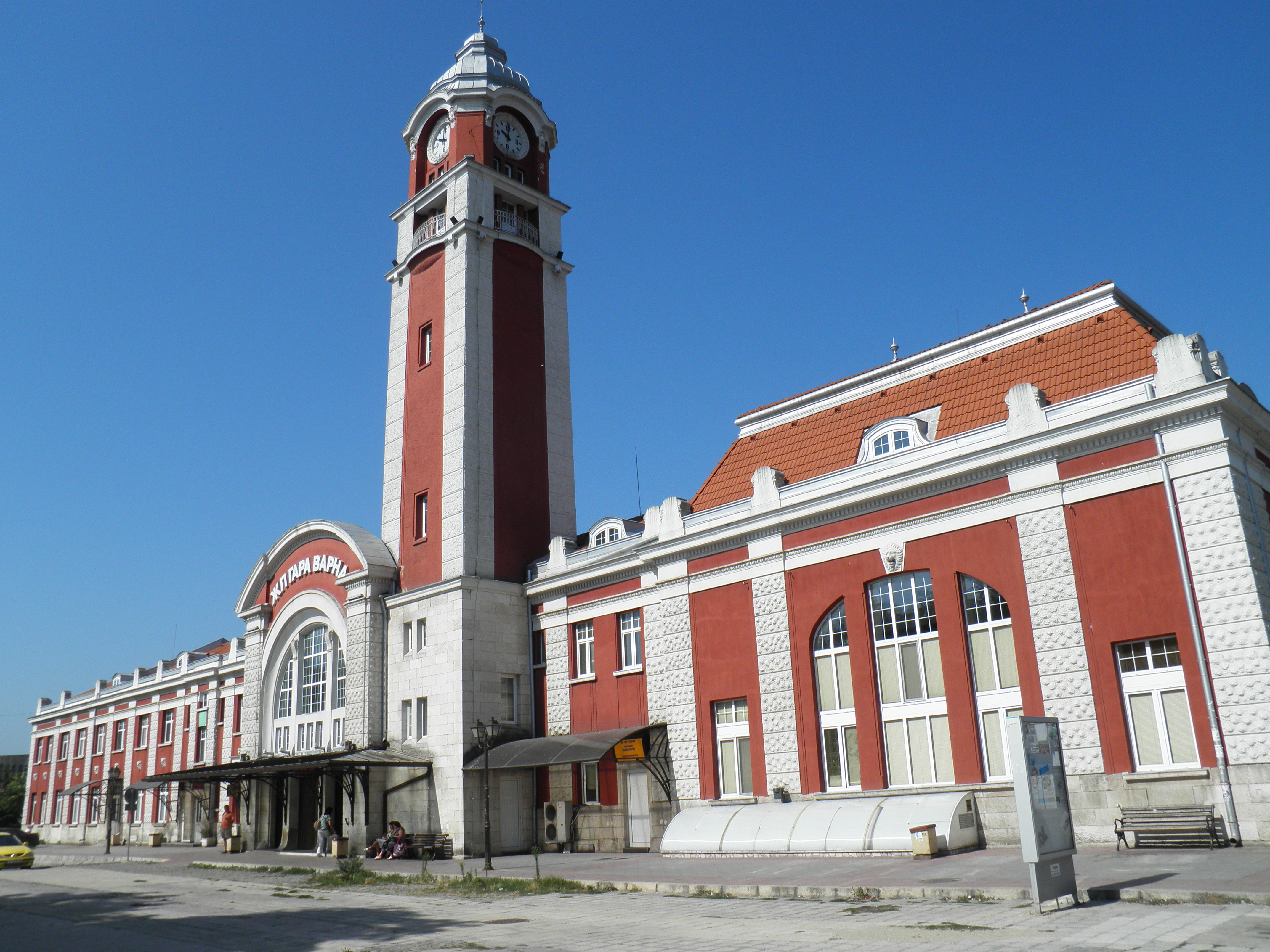
Pohled na staniční budovu
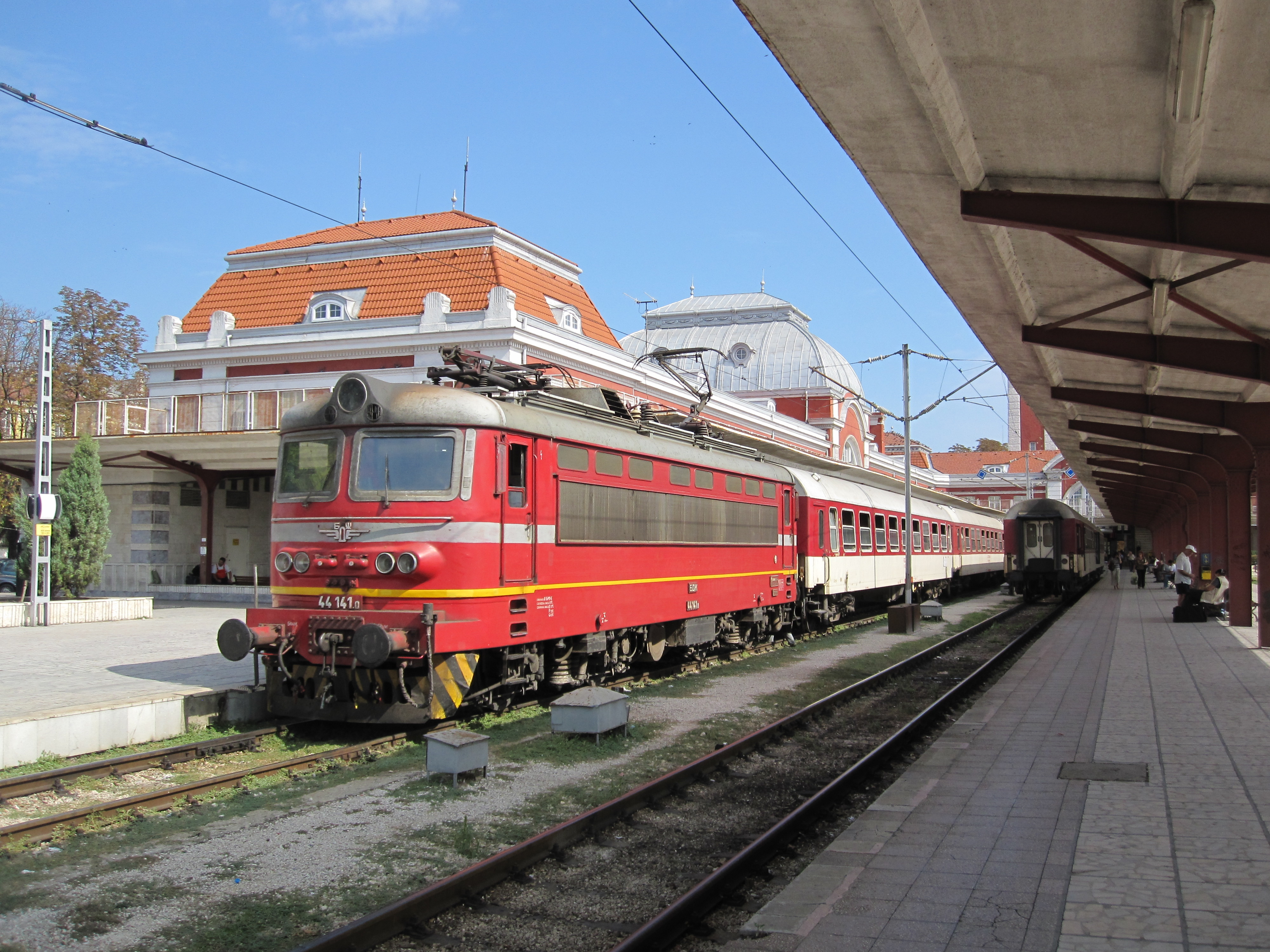
Lokomotiva 44.141 s rychlíkem ve stanici